# Gagos (Celorico de Basto)

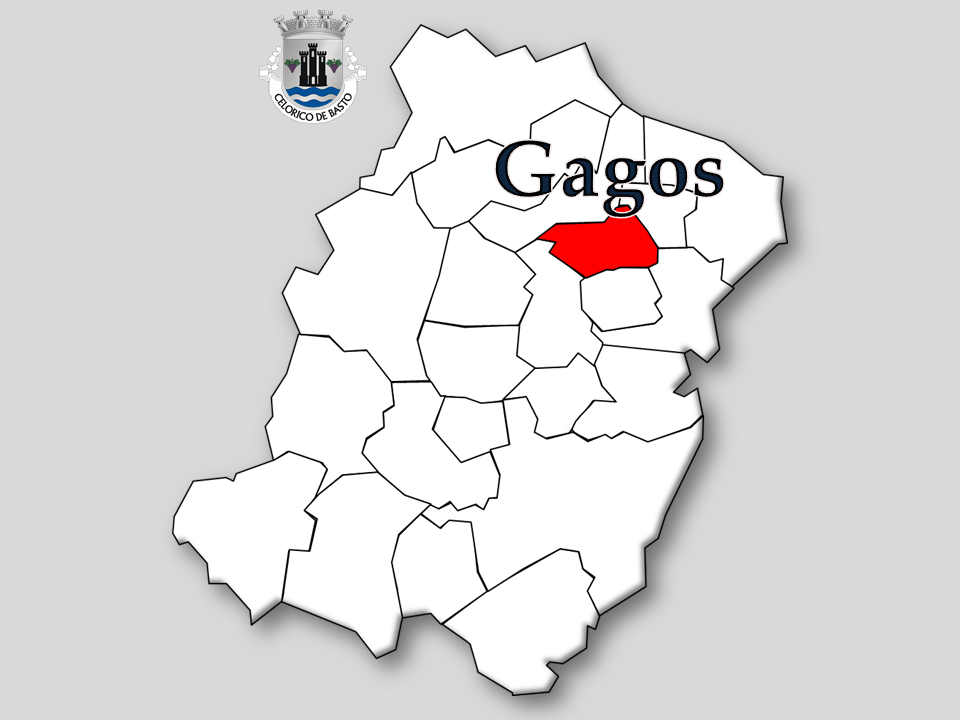
Localização da Freguesia de Gagos no Município de Celorico de Basto

Gagos é uma localidade portuguesa do Município de Celorico de Basto que foi sede da extinta Freguesia de Gagos, freguesia  que tinha 4,41 km² de área e 628 habitantes (2011), e, por isso, uma densidade populacional de 142,4 hab/km². Com as vizinhas localidades de Molares e Veade, forma a vila de Fermil de Basto.
A Freguesia de Gagos foi extinta em 2013, no âmbito de uma reforma administrativa nacional, tendo sido agregada às freguesias de Veade e Molares para formar uma nova freguesia denominada União das Freguesias de Veade, Gagos e Molares com a sede em Veade.
A Freguesia de Gagos englobava lugares como Almeida, Atães, Balouta, Botelhão, Buraco, Bouças Novas, Casa da Palha, Crastinho, Cruz, Eido, Estremadouro, Fermil, Foz, Fragão, Granja, Lagar, Marutas, Monte, Muxões, Nogueiredo, Oliveiras, Outeiro, Passagem, Paço de Gagos, Paço de Muxões, Pedreira, Pomar, Portela, Rego, Residência, Ribeira, Rua, Sardoal, Seixas, Sobrado, Solheira, Souto, Santiago, Tartulhal, Torre, Travessa, Quelha e Veiga. Alguns destes lugares partilham o seu território com as antigas freguesias de Molares e de Veade.

## População
| Número de habitantes da freguesia de Gagos | Número de habitantes da freguesia de Gagos | Número de habitantes da freguesia de Gagos | Número de habitantes da freguesia de Gagos | Número de habitantes da freguesia de Gagos | Número de habitantes da freguesia de Gagos | Número de habitantes da freguesia de Gagos | Número de habitantes da freguesia de Gagos | Número de habitantes da freguesia de Gagos | Número de habitantes da freguesia de Gagos | Número de habitantes da freguesia de Gagos | Número de habitantes da freguesia de Gagos | Número de habitantes da freguesia de Gagos | Número de habitantes da freguesia de Gagos | Número de habitantes da freguesia de Gagos |
| ------------------------------------------ | ------------------------------------------ | ------------------------------------------ | ------------------------------------------ | ------------------------------------------ | ------------------------------------------ | ------------------------------------------ | ------------------------------------------ | ------------------------------------------ | ------------------------------------------ | ------------------------------------------ | ------------------------------------------ | ------------------------------------------ | ------------------------------------------ | ------------------------------------------ |
| 1864                                       | 1878                                       | 1890                                       | 1900                                       | 1911                                       | 1920                                       | 1930                                       | 1940                                       | 1950                                       | 1960                                       | 1970                                       | 1981                                       | 1991                                       | 2001                                       | 2011                                       |
| 629                                        | 573                                        | 617                                        | 576                                        | 613                                        | 607                                        | 708                                        | 713                                        | 660                                        | 710                                        | 637                                        | 701                                        | 658                                        | 632                                        | 628                                        |

## Património
- Capela Paroquial de Gagos;
- Capela da Senhora dos Prazeres.